# Iven
Iven er en by og kommune i det nordøstlige Tyskland, beliggende i Amt Anklam-Land i den centrale del af Landkreis Vorpommern-Greifswald. Landkreis Vorpommern-Greifswald ligger i delstaten Mecklenburg-Vorpommern. Ind til 31. december 2004 var kommunen en del af Amt Krien.

## Geografi
Iven er beliggende ved Bundesstraße B 199 med byen Anklam ca. 15 km mod øst, mens motorvejen A 20 passerer vest for kommunen.

## Eksterne kilder og henvisninger
- Wikimedia Commons har flere filer relateret til Iven
- Byens side Arkiveret 19. februar 2017 hos  Wayback Machine på amtets websted
- Statistik Arkiveret 19. februar 2017 hos  Wayback Machine